# Michail Katkov
Michail Nikiforovitj Katkov (ryska: Михаил Никифорович Катков), född 13 februari (gamla stilen: 1 februari) 1818 i Moskva, död 1 augusti (gamla stilen: 20 juli) 1887, var en rysk publicist.
Katkov studerade i Moskva och tillhörde, tillsammans med Konstantin Aksakov, Vissarion Belinskij, Michail Bakunin och Aleksandr Herzen, den krets av framstående unga män, som på slutet av 1830-talet möttes hos hegelianen Nikolaj Stankevitj. Några tidskriftsuppsatser från studenttiden uppvisar utpräglade nationella intressen och en viss mystisk läggning. Efter fortsatta studier i Königsberg och Berlin blev han professor i filosofi i Moskva. Hans disputation för magistergraden Ob elementach i formach slavjano-russkago jazyka (1845) är ej utan förtjänst. Hans professur indrogs under den allmänna reaktionen 1850.
Katkov är mest känd som utgivare av tidningen "Moskovskija vjedomosti" (Moskva-underrättelser, från 1851) och tidskriften "Russkij vjestnik" (Ryske budbäraren, från 1856). När han lämnade universitetet och grundlade sistnämnda tidskrift, var han ännu liberal, svärmade för Storbritanniens konstitutionella statsskick och bekämpade censuren. Ett avgörande inflytande på hans politiska ståndpunkt övade det andra polska upproret (1863). Senare framträder han som huvudman för det gammalryska, konservativa partiet, som bland annat ansåg att autokratin var ett dyrbart rysk-nationellt arv och avvisade alla "främmande" nyheter.
Katkov ansågs stå Alexander III mycket nära. Säkert är, att hans tidning stundom var i tillfälle att meddela underrättelser om regeringens åtgärder, förrän dessa var officiellt kända, samt någon gång även tog sig friheten att granska dessa åtgärder och ge goda råd – något, som ej skulle ha tålts från annat håll. I det hela företer Katkovs publicistiska bana en mängd nyckfulla vändningar. En del av hans uppsatser i "Moskovskija vjädomosti" är samlade i tryck (1887 ff.).